# الليث
الليث هي مدينة سعودية والمركز الإداري لمحافظة الليث التابعة لمنطقة مكة المكرمة في المملكة العربية السعودية، وهي إحدى أكبر مدن منطقة مكة المكرمة.

## أصل التسمية
يرجع سبب تسميتها بذلك الاسم إلى وادي الليث الذي تقع عند مصبه، وهي ميناء قديم مذكور في خط سير الفيل الذي جلبه أبرهة الحبشي لهدم الكعبة، كما ذكر ذلك البني المتوفي سنة 1340هـ وقد ذكر حسن الفقيه 1413هـ: «أن الليث بلدة ساحلية تقع جنوب مكة المكرمة وهي حاضر المنطقة التابعة لها وسميت باسم وادي الليث المشهور نشأتها كانت حول بداية القرن أصبحت الليث الميناء "الطبيعي لظهيرها السهلي والجبلي البديل عن ميناء السرين»، وذكر ياقوت الحموي المتوفي سنة 626هـ أن: «"الليث": بكسر اللام ثم الياء ساكنة، والثاء المثلثة:علم مرتجل لا أعرف له في النكرات أصلاً إلى أن يكون منقولاً من الفعل الذي لم يسم فاعله من لاث يلوث إذا ألوى: وهو واد بأسفل السراة يدفع في البحر أو موضع بالحجاز.» والليث من بلاد قبيلة كنانة في سهوله و قبيلة هذيل في أعاليه في عصر الجاهلية وصدر الإسلام.

## التاريخ
كانت الليث قديما ميناء تجاري، يستقبل الحجاج والبضائع الواردة من اليمن ( ميناء عدن ) وسواحل أفريقيا المطلة على البحر الأحمر أهمها (ميناء المصوع).